# الطوس
الطوس هي أوعية نحاسية دائرية الشكل، تحتوي على ثقوب متعددة الأحجام تختلف من طاسة إلى أخرى. كانت تُستخدم من قبل الطواشين (تجار اللؤلؤ) كأداة رئيسة في تصنيف وفرز حبات اللؤلؤ وفقًا لحجمها، وذلك من خلال عملية تُعرف بـ الغربلة.
يُمرَّر اللؤلؤ من طاسة إلى أخرى، بحيث تُفصل الحبات ذات الحجم الأكبر عن الأصغر تدريجيًا، ليتم عزله لاحقًا في مجموعات متجانسة من حيث الحجم.
بعد الفرز الحجمي، تأتي المرحلة الثانية وهي انتقاء النوعيات الجيدة من اللآلئ حسب:
- استدارة الحبة.
- صفاء اللون.
- جودة السطح واللمعان.

وتُعد الحبة ذات اللون المائل إلى الاحمرار من أجود الأنواع وأعلاها سعرًا، تليها في الجودة الحبات البيضاء، ثم المائلة للاصفرار، وأخيرًا المائلة للرمادي، ويكون التسعير وفق هذا التدرج اللوني.
أما الحبات الصغيرة جدًا فتُسمى بـ السحاتيت، وهي منخفضة القيمة ولا تُباع فرادى، بل يُوزن مجموعها لصغر حجمها.